# Keyport (Washington)
Pour les articles homonymes, voir Keyport.
Keyport est une census-designated place du comté de Kitsap dans l'État de Washington aux États-Unis.
Keyport a été nommé par rapport à Keyport, au New Jersey, en 1896. Son surnom est "Torpedo Town USA". Situé sur une petite péninsule s'avançant dans Liberty Bay près de Poulsbo, il abrite un petit dépôt de la marine américaine chargé de repérer et de réparer les torpilles pour la marine américaine et ses alliés.

## Bases militaires
Avant la Première Guerre mondiale, la station navale a porté un certain nombre de noms tels que Pacific Torpedo Station et Naval Torpedo Station, jusqu'aux années 1990, lorsque la base a été nommée Naval Undersea Warfare Engineering Station (NUWES). Le terrain sur lequel se trouve la base était à l'origine une ferme porcine, ce qui a conduit à des surnoms intéressants dans les premières années de la base. Alors que la guerre froide touchait à sa fin, un certain nombre de coupes budgétaires et de fermeture de bases ont amené le commandement de la base navale de Newport dans le Rhode Island à un changement de nom en Naval Undersea Warfare Center - Division Keyport. L'une des nombreuses réorganisations ultérieures a entraîné un autre changement de nom en Naval Sea Systems Command, Keyport (NAVSEA). Suivant la tendance actuelle de l'US Navy à aligner les noms des bases localement, le nom actuel de la station est Base navale de Kitsap. Keyport a survécu à toutes ces menaces sans fermer ses portes, mais la main-d'œuvre civile à Keyport est passée d'environ 3.500 personnes en 1990 à 1.348 en 2005.

## Tourisme
La principale installation touristique de Keyport est le Naval Undersea Museum qui présente de nombreuses expositions sur la technologie sous-marine, y compris le bathyscaphe Trieste II, qui est descendu à 6.100 m.